# Campeonato Sul-Americano de Voleibol Feminino de 1958
O 3º Campeonato Sul-Americano de Voleibol Feminino foi realizado no ano de 1958 em Porto Alegre, Brasil.

## Tabela Final
| Posição | Equipe    |
| ------- | --------- |
|         | Brasil    |
|         | Peru      |
|         | Uruguai   |
| 4       | Paraguai  |
| 5       | Argentina |

## Premiação
| Campeonato Sul-Americano de Voleibol Feminino de 1958 |
| border.                                               |
| ----------------------------------------------------- |
| Brasil (3º título)                                    |